# Claudio Trezzani

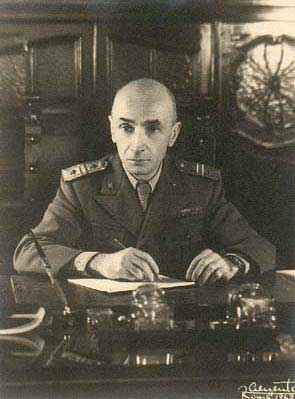
General Claudio Trezzani

Claudio Trezzani (* 22. März 1881 in Savigliano, Provinz Cuneo; † 13. September 1955 in Rom) war ein italienischer Offizier und zuletzt designierter Armeegeneral (Generale designato d’armata) des Heeres (Esercito Italiano). Trezzani war unter anderem zwischen 1937 und 1938 Kommandeur der 2. Schnellen Division (2ª Divisione celere “Emanuele Filiberto Testa di Ferro”) und von 1938 bis 1940 Befehlshaber des Schnellen Korps (Corpo d’armata celere). Während des Zweiten Weltkrieges war er maßgeblich am Ostafrikafeldzug (10. Juni 1940 bis 27. November 1941) beteiligt. Nach Kriegsende fungierte er zwischen 1945 und 1947 als Chef des Generalstabes (Capo di stato maggiore generale) beziehungsweise von 1947 bis 1950 als erster Chef des Verteidigungsstabes (Capo di stato maggiore della difesa).

## Leben
Claudio Trezzani absolvierte eine Offiziersausbildung an der Accademia Militare di Modena und wurde 1901 als Leutnant (Sottotenente) in die Gebirgsjägertruppe (Alpini) übernommen. In den folgenden Jahren fand er zahlreiche Verwendungen als Offizier und Stabsoffizier. Er nahm am Italienisch-Türkischen Krieg (29. September 1911 bis 18. Oktober 1912) sowie am Ersten Weltkrieg teil. Für seine Verdienste wurde er am 17. Mai 1919 Ritter des Militärordens von Savoyen und war in der Zwischenkriegszeit unter anderem von 1920 bis 1925 Chefausbilder für Taktik an der Heereskriegsschule (Scuola di guerra dell’esercito). Danach fungierte er unter anderem als Kommandeur des 90. Infanterieregiments (90º Reggimento fanteria „Salerno“) sowie als Chef des Stabes des XI. Korps (XI Corpo d’armata) und wurde am 17. Mai 1932 zum Brigadegeneral (Generale di Brigata) befördert. Er war Kommandeur der 7. Infanteriebrigade (7ª Brigata di fanteria) sowie zwischen 1937 und 1938 Kommandeur der 2. Schnellen Division (2ª Divisione celere “Emanuele Filiberto Testa di Ferro”).
1938 wurde Trezzani Chef des Stabes des Hauptquartiers in Italienisch-Ostafrika und am 31. Juli 1938 zum Generalleutnant (Generale di Corpo d’Armata) befördert. Er war daraufhin zwischen dem 1. September und dem 11. November 1938 zum Kriegsministerium abgeordnet und fungierte vom 11. November 1938 bis zu seiner Ablösung durch Generalmajor Angelo Pivano am 5. Mai 1940 als Kommandeur des Schnellen Korps (Corpo d’armata celere). Am 5. Mai 1940 wurde er zum Ministerium für Italienisch-Afrika abgeordnet und war während des Zweiten Weltkrieges maßgeblich am Ostafrikafeldzug (10. Juni 1940 bis 27. November 1941) beteiligt. Er wurde am 1. März 1941 zum General (Generale designato d’armata) befördert und am 21. Juni 1941 zum Kommandeur des Militärordens von Savoyen ernannt. Im Zuge des Ostafrikafeldzuges geriet er 1941 in alliierte Kriegsgefangenschaft, in der er sich bis 1944 befand.
Bei Kriegsende wurde General Trezzani am 2. Mai 1945 als Nachfolger von Marschall Giovanni Messe Chef des Generalstabes der Streitkräfte (Capo di stato maggiore generale) beziehungsweise nach der Neustrukturierung im Februar 1947 erster Chef des Verteidigungsstabes (Capo di stato maggiore della difesa). Er bekleidete diese Funktion bis zum 2. Dezember 1950 und wurde daraufhin von Generalleutnant Luigi Efisio Marras abgelöst.

## Veröffentlichungen
- Impiego delle minori Unità delle varie armi nel combattimento. Lezioni svolte agli ufficiali allievi del 1 Corso regolare della scuola di Guerra, 1922–1923, 1923
- Composizione organica e procedimenti tattici del nuovo plotone di fanteria. Appunti sulla circa 1. 100 del 10 aprile 1928, 1928